# Підгорна (Притобольний район)
Підго́рна (рос. Подгорная) — присілок у складі Притобольного району Курганської області, Росія. Входить до складу Березовської сільської ради.
Населення — 67 осіб (2010, 104 у 2002).
Національний склад станом на 2002 рік:
- росіяни — 100 %